# International Hydrographic Organization
International Hydrographic Organization (IHO, Internationella hydrografiska organisationen) eller l'Organisation hydrographique internationale (OHI) är ett internationellt samarbetsorgan för kuststater, som bland annat sammanställer standarder för upprättande av sjökort. Den upprättades år 1919 under namnet International Hydrographic Bureau (IHB) respektive Le Bureau hydrographique international (BHI), påbörjade sin verksamhet år 1921, och bytte till sitt nuvarande namn år 1970. IHB/BHI kvarstår nu som namnet på organisationens högkvarter. Organisationen har ett 80-tal medlemmar från kuststater från hela världen (även om Afrika ännu så länge är underrepresenterat), som utgörs av ansvariga hydrografiska organisationer i respektive land. Sverige representeras av Sjöfartsverket. USA och Kina representeras av flera organisationer vardera.

## Fotnoter
1. ↑  Sjögeografisk information Arkiverad 4 augusti 2010 hämtat från the Wayback Machine. från Sjöfartsverket
2. ↑  IHOs egen historik[död länk] (engelska)
3. ↑  Medlemskap[död länk] (engelska)/(franska)